# Fıstıklı, Armutlu
Fıstıklı là một xã thuộc huyện Armutlu, tỉnh Yalova, Thổ Nhĩ Kỳ. Dân số thời điểm năm 2010 là 1.327 người.